# Михно Наталія Володимирівна
Ната́лія Володи́мирівна Галицька (нар. 25 червня 1973, Теребовля) — українська письменниця, публіцистка, директорка Бібліотек Теребовлянської громади.

## Життєпис
Народилася 25 червня 1973 року в місті Теребовляу в учительській родині. У 1990—1995 рр. навчалася у Тернопільському державному педагогічному університеті на філологічному факультеті. У 1994—2004 рр. працювала викладачкою в Теребовлянській класичній гімназії, де в 2001—2004 рр. заснувала та редагувала гімназійний часопис «Нове покоління».

## Творчість
У 2004 рік видає першу книгу «Марево духу», в якій поряд з історією справжнього кохання описує древню історію Теребовлі. Друга книга вийшла у видавництві «Джура» у 2008 році під назвою «Аристократи духу».
Започаткувала серію «Мандрівка Україною». Вийшло дві книги: «Скарби твого міста: Теребовля», «Скарби твого селища: Микулинці».
2016 році вийшла друком книга Наталки Галицької "Звільнення".
З 2017 року Наталка Галицька — директорка Теребовлянської княжої книгозбірні (Теребовлянської централізованої системи публічно-шкільних бібліотек).
2022 року виходить нова книга авторки "Доступ дозволено".
Регулярно висвітлюється в пресі та представляє книги на книжкових форумах.